# Route Adélie de Vitré 2008
La Route Adélie de Vitré 2008, tredicesima edizione della corsa, venne disputata il 4 aprile 2008 lungo un percorso di 197,8 km e fu vinta dal belga Kevyn Ista.

## Resoconto degli eventi
Ista si aggiudicò questa edizione della corsa, sferrando l'attacco decisivo a cinque chilometri dall'arrivo, sulla salita della Côte de la Chênelière, nell'ultimo giro del circuito conclusivo lungo 8,9 chilometri. L'atleta della formazione francese Agritubel precedette i più immediati inseguitori di 34 secondi.

## Ordine d'arrivo (Top 10)
| Pos. | Corridore         | Squadra         | Tempo    |
| ---- | ----------------- | --------------- | -------- |
| 1    | Kevyn Ista        | Agritubel       | 4h39'44" |
| 2    | Benoît Vaugrenard | F. des Jeux     | a 34"    |
| 3    | Jérémie Galland   | Auber 93        | s.t.     |
| 4    | Yann Huguet       | Cofidis         | s.t.     |
| 5    | Rémi Pauriol      | Crédit Agricole | s.t.     |
| 6    | Daniel Martin     | Slipstream      | a 37"    |
| 7    | Denis Robin       | Roubaix         | a 41"    |
| 8    | Sébastien Duret   | Bretagne        | s.t.     |
| 9    | Freddy Bichot     | Agritubel       | a 44"    |
| 10   | Jimmy Casper      | Agritubel       | a 50"    |